# Erik Schalling
Erik Harald Schalling, född 20 september 1889 i Östads socken, död 16 juni 1958 i Saltsjöbadens församling, var en svensk jurist och ämbetsman.
Erik Schalling var son till lantbrukaren Carl Svenson. Efter mogenhetsexamen i Skara 1907 avlade han juris kandidatexamen i Uppsala 1911. Han inträdde i Kammarkollegium 1912 och blev där notarie 1918, andre advokatfiskal 1919 samt extra kammarråd 1921. Samtidigt fortsatte han sina studier och blev juris licentiat 1920 och juris doktor i Uppsala 1921. Schalling blev 1933 tillförordnat kammarråd och 1935 ordinarie kammarråd. Han utsågs till ledamot av ortnamnskommittén (senare kallad ortnamnskommissionen) 1926 och av kommunindelningskommittén 1943 samt var dessutom kyrkolagsutskottets sekreterare vid kyrkomötena 1938 och 1941. Schallings vetenskapliga produktion var huvudsakligen rättshistorisk och hade förvaltningsrättsligt innehåll. Han framförde bland annat meningen, att kronan hade högsta representantskapet för den kyrkliga jorden. Denna skulle enligt honom, med undantag av den av staten anslagna och av menigheten i nyare tid anskaffade ha karaktär av stiftelseegendom. Bland hans skrifter märks Den kyrkliga jordens rättsliga ställning i Sverige (doktorsavhandling, 1920), Vem äger våra kyrkor och deras egendom? (1924), Lunds domkyrka och domkyrkoförsamlingar samt deras inbördes ekonomiska rättsförhållanden (1927) och Kyrkogodset i Skåne, Halland och Blekinge under dansk tid (1936). I Kammarkollegiets historia (1941) behandlade han perioden 1718–1939. Schalling verkställde utredningar i kommunala indelningsfrågor, bland annat angående ny församlingsindelning i Stockholm och Göteborg (Statens offentliga utredningar 1943:31 och 1946:54). Dessutom utgav han Den lantkommunala författningsregleringens historia (Statens offentliga utredningar 1944:37).